# Ghana i olympiska sommarspelen 2020
Ghana deltog med en trupp på 14 idrottare vid de olympiska sommarspelen 2020 i Tokyo som hölls mellan den 23 juli och 8 augusti 2021 efter att ha blivit framflyttad ett år på grund av coronaviruspandemin. Det var tolfte sommar-OS som Ghana deltog vid. Samuel Takyi tog landets enda medalj, ett brons.

## Medaljer
| Medalj | Namn         | Sport   | Gren                 | Datum     |
| ------ | ------------ | ------- | -------------------- | --------- |
| Brons  | Samuel Takyi | Boxning | Herrarnas fjädervikt | 3 augusti |

## Boxning
| Idrottare       | Gren                    | Sextondelsfinal      | Åttondelsfinal       | Kvartsfinal          | Semifinal            | Final                | Final            |
| Idrottare       | Gren                    | Motståndare Resultat | Motståndare Resultat | Motståndare Resultat | Motståndare Resultat | Motståndare Resultat | Placering        |
| --------------- | ----------------------- | -------------------- | -------------------- | -------------------- | -------------------- | -------------------- | ---------------- |
| Sulemanu Tetteh | Herrarnas flugvikt      | Marte (DOM) W 3–2    | Veitía (CUB) L 0–5   | Gick inte vidare     | Gick inte vidare     | Gick inte vidare     | Gick inte vidare |
| Samuel Takyi    | Herrarnas fjädervikt    | Bye                  | Caicedo (ECU) W 5–0  | Ávila (COL) W 3–2    | Ragan (USA) L 1–4    | Gick inte vidare     | 3                |
| Shakul Samed    | Herrarnas lätt tungvikt | Bye                  | Malkan (TUR) L RSC   | Gick inte vidare     | Gick inte vidare     | Gick inte vidare     | Gick inte vidare |

## Friidrott
Förkortningar
- Notera– Placeringar avser endast det specifika heatet.
- Q = Tog sig vidare till nästa omgång
- q = Tog sig vidare till nästa omgång som den snabbaste förloraren eller, i teknikgrenarna, genom placering utan att nå kvalgränsen
- i.u. = Omgången fanns inte i grenen
- Bye = Idrottaren behövde inte tävla i omgången

Gång- och löpgrenar
| Idrottare                                                                            | Gren                        | Inledande omgång | Inledande omgång | Försöksheat | Försöksheat | Semifinal        | Semifinal        | Final            | Final            |
| Idrottare                                                                            | Gren                        | Resultat         | Placering        | Resultat    | Placering   | Resultat         | Placering        | Resultat         | Placering        |
| ------------------------------------------------------------------------------------ | --------------------------- | ---------------- | ---------------- | ----------- | ----------- | ---------------- | ---------------- | ---------------- | ---------------- |
| Benjamin Azamati-Kwaku                                                               | Herrarnas 100 m             | Bye              | Bye              | 10,13       | 4           | Gick inte vidare | Gick inte vidare | Gick inte vidare | Gick inte vidare |
| Joseph Amoah                                                                         | Herrarnas 200 m             | i.u.             | i.u.             | 20,35 0SB0  | 3 Q         | 20,27 0SB0       | 4                | Gick inte vidare | Gick inte vidare |
| Sarfo Ansah Benjamin Azamati-Kwaku Joseph Oduro Manu Sean Safo-Antwi Emmanuel Yeboah | Herrarnas 4 × 100 m stafett | i.u.             | i.u.             | 38,08 0NR0  | 5 q         | i.u.             | i.u.             | DQ               | DQ               |

Teknikgrenar
| Idrottare | Gren             | Kval    | Kval      | Final            | Final            |
| Idrottare | Gren             | Distans | Placering | Distans          | Placering        |
| --------- | ---------------- | ------- | --------- | ---------------- | ---------------- |
| Nadia Eke | Damernas tresteg | NM      | –         | Gick inte vidare | Gick inte vidare |

## Judo
| Idrottare    | Gren                         | 32-delsfinal         | Sextondelsfinal        | Åttondelsfinal       | Kvartsfinal          | Semifinal            | Återkval             | Final / BM           | Final / BM       |
| Idrottare    | Gren                         | Motståndare Resultat | Motståndare Resultat   | Motståndare Resultat | Motståndare Resultat | Motståndare Resultat | Motståndare Resultat | Motståndare Resultat | Placering        |
| ------------ | ---------------------------- | -------------------- | ---------------------- | -------------------- | -------------------- | -------------------- | -------------------- | -------------------- | ---------------- |
| Kwadjo Anani | Herrarnas mellanvikt (90 kg) | Bye                  | Gwak D-h (KOR) L 00–01 | Gick inte vidare     | Gick inte vidare     | Gick inte vidare     | Gick inte vidare     | Gick inte vidare     | Gick inte vidare |

## Simning
| Idrottare      | Gren                      | Heat  | Heat      | Semifinal        | Semifinal        | Final            | Final            |
| Idrottare      | Gren                      | Tid   | Placering | Tid              | Placering        | Tid              | Placering        |
| -------------- | ------------------------- | ----- | --------- | ---------------- | ---------------- | ---------------- | ---------------- |
| Abeiku Jackson | Herrarnas 100 m fjärilsim | 53,39 | 45        | Gick inte vidare | Gick inte vidare | Gick inte vidare | Gick inte vidare |
| Unilez Takyi   | Damernas 50 m frisim      | 27,85 | 57        | Gick inte vidare | Gick inte vidare | Gick inte vidare | Gick inte vidare |

## Tyngdlyftning
| Idrottare       | Gren            | Ryck     | Ryck      | Stöt     | Stöt      | Totalt | Placering |
| Idrottare       | Gren            | Resultat | Placering | Resultat | Placering | Totalt | Placering |
| --------------- | --------------- | -------- | --------- | -------- | --------- | ------ | --------- |
| Christian Amoah | Herrarnas 96 kg | 145      | 14        | 170      | 13        | 315    | 12        |